# 馬蹄島

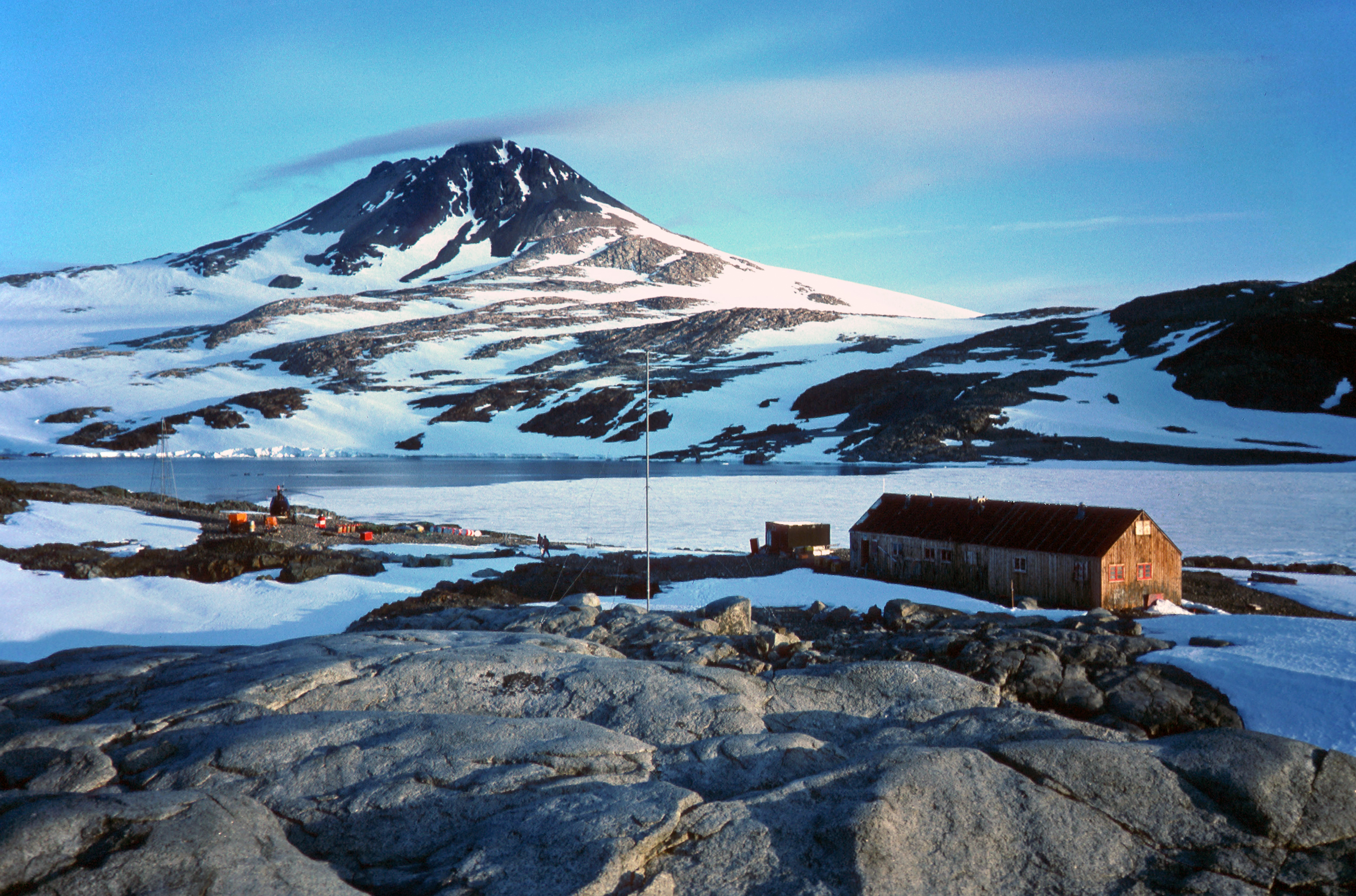

馬蹄島（英語：Horseshoe Island）是南極洲的島嶼，位於葛拉漢地西岸，長12公里、寬6公里，最高點海拔高度880米，由英國探險隊發現，現時受南極條約體系管理。
67°51′S 67°12′W / 67.850°S 67.200°W